# Església de l'Assumpció (Alaitza)
L'Església de l'Assumpció d'Alaitza (en euskera, Andre Mariaren Jasokundearen eliza) és una església romànica situada en el municipi d'Alaitza, Iruraitz-Gauna (Àlaba, País Basc).
El 26 de juliol de 1994, el Govern basc la va declarar com un bé d'interès cultural (BIC) amb una classificació de monument.

## Característiques

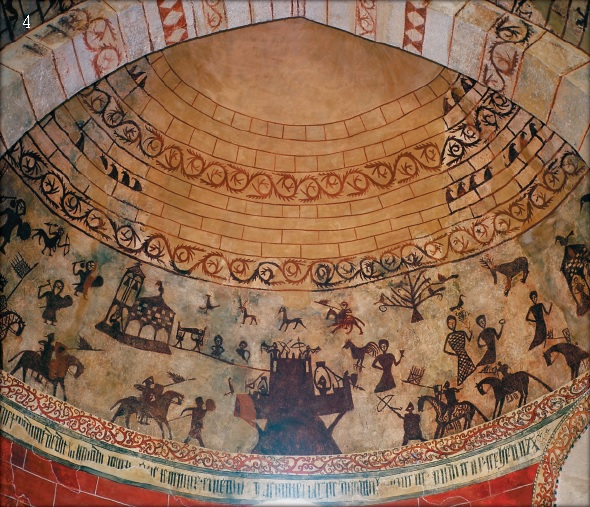
Pintures del sostre de l'absis

La major part de l'estructura de l'església és romànica, del segle xiii. Té un sòl rectangular i el presbiteri es compon d'una part quadrada i d'absis semicirculars. Més tard, es va afegir una altra nau.
Es conserven els elements arquitectònics de l'edat mitjana: dos portals en arc apuntat amb arquivoltes i motllures, absis semicircular, voltes de forn i de canó amb arcs faixons, així com pintures murals monocromes en ocre de factura popular, probablement del segle xiv, representant escenes de combat al costat de motius florals.
La decoració moble, retaules major i de Sant Sebastià, pertany ja al segle xvii, destacant la talla de la Verge de l'Assumpció, del taller de Diego de Mayorga. El sostre i l'absis tenen pintures medievals amb escenes de guerra, persones de gènere i classe social diferent i animals. Les pintures són molt peculiars, ja que són monocromes, de tonalitat vermellosa i d'un traç molt simple. Aquesta mena de pintures eren freqüents a Europa, però molt poques s'han conservat. S'han proposat diverses hipòtesis per interpretar aquestes pintures tan singulars, però és molt difícil comprovar-les, ja que no hi ha una tradició d'estudis ni una iconografia tan coneguda com en el cas de la pintura religiosa. Sembla que un dels motius pels quals existeixen aquesta mena de pintures en un espai religiós és el fet que en realitat inicialment es devia tractar d'una capella privada.